# Lista portów lotniczych w Republice Zielonego Przylądka
Na terenie Republiki Zielonego Przylądka istnieją cztery międzynarodowe porty lotnicze, trzy krajowe i trzy nieczynne. Poniższa lista uwzględnia dane z raportu zarządcy lotnisk w kraju ASA za rok 2012.
| Miejscowość   | Wyspa       | ICAO | IATA | Nazwa                   | Liczba pasażerów | w tym w ruchu międzynarodowym | w tym w ruchu krajowym |
| ------------- | ----------- | ---- | ---- | ----------------------- | ---------------- | ----------------------------- | ---------------------- |
| Espargos      | Sal         | GVAC | SID  | Amílcar Cabral          | 599641           | 401413                        | 198228                 |
| Praia         | Santiago    | GVNP | RAI  | Nelson Mandela          | 497049           | 220122                        | 276927                 |
| Sal Rei       | Boa Vista   | GVBA | BVC  | Aristides Pereira       | 425701           | 356686                        | 69015                  |
| São Pedro     | São Vicente | GVSV | VXE  | Cesária Évora           | 201095           | 41701                         | 168394                 |
| São Filipe    | Fogo        | GVSF | SFL  | Aeródromo do Fogo       | 74408            | -                             | 74408                  |
| Ribeira Brava | São Nicolau | GVSN | SNE  | Aeródromo de S. Nicolau | 26436            | -                             | 26436                  |
| Vila do Maio  | Maio        | GVMA | MMO  | Aeródromo do Maio       | 16125            | -                             | 16125                  |
| Ponta do Sol  | Santo Antão | GVAN | NTO  | Agostinho Neto          | -                | -                             | -                      |
| Esparadinha   | Brava       | GVBR | BVR  | Esparadinha             | -                | -                             | -                      |
| Mosteiros     | Fogo        | GVMT | MTI  | Mosteiros               | -                | -                             | -                      |